# The Endless
The Endless (dansk: De Uendelige) er en gruppe fiktive skabninger, der besidder mægtige kræfter eller aspekter af universet i DC Comics' tegneserie The Sandman af Neil Gaiman. De har eksisteret siden tidernes morgen og regnes for de mest kraftfulde skabninger i "Sandman"-universet. Dream er hovedprotagonisten i serierne, men alle De Endeløse spiller en større rolle.

## Skabninger i The Endless
- Destiny
- Death
- Dream
- Destruction
- Desire
- Despair
- Delirium

| Taleboble | Spire Denne tegneserieartikel er en spire som bør udbygges. Du er velkommen til at hjælpe Wikipedia ved at udvide den. |